# Selenia ochracea
Selenia ochracea là một loài bướm đêm trong họ Geometridae.